# Prinses Margriet Fonds
Het Prinses Margriet Fonds is een fonds opgericht door het Nederlands Rode Kruis en ondersteunt bij de gevolgen van rampen, door preventieve maatregelen en innovatieve projecten te stimuleren en te financieren. Het fonds is opgericht als dankbetuiging aan prinses Margriet, die zich lange tijd inzette als vrijwilliger bij het Rode kruis en die thans erevoorzitter is van het fonds.
Het fonds brengt risicogebieden in kaart en bereidt inwoners voor en biedt de financiële zekerheid voor deze preventie. Zo wordt personeel opgeleid van hulpdiensten, er vinden calamiteitenoefeningen plaats, woonvoorzieningen, schuillocaties en noodvoorraden worden aangelegd of aangepast en waarschuwingssystemen worden verbeterd en uitgebreid.
Naast prinses Margriet zijn onder meer André Kuipers en Paul Rosenmöller betrokken bij het fonds.